# Heinz Weinert
Heinz Weinert (* 31. Juli 1924 in Berlin) ist ein ehemaliger deutscher Radrennfahrer.

## Sportliche Laufbahn
Weinert gehörte zu den ersten Radrennfahrern, die 1950 in die neu gebildete Nationalmannschaft der DDR für Straßenradsportler berufen wurden. Er war 1949 auf dem 6. Platz der Ostzonen-Rundfahrt hinter dem Sieger Max Bartoskiewicz klassiert worden und hatte die 3. Etappe der Rundfahrt gewonnen. Mit dem Verein RVg Luisenstadt Berlin gewann er die Silbermedaille bei den Deutschen Meisterschaften im Bahnradsport der Amateure 1949 in der Mannschaftsverfolgung. 1950 war er für die erste Mannschaft aus der DDR, die an der Internationalen Friedensfahrt teilnahm nominiert, konnte verletzungsbedingt jedoch nicht starten.